# Nitrato de chumbo(II)
Nitrato de chumbo II é um composto químico de fórmula molecular Pb(NO3)2.

## Reação de origem
O Nitrato de chumbo II ou Nitrato plumboso é formado quando o ácido nítrico  reage com o hidróxido de chumbo II.

2HNO3+ Pb(OH)2→ Pb(NO3)2+ 2H2O

## Características
É um sal inorgânico, sólido, inodoro, de coloração branca. Não é inflamável, mas se exposto ao fogo produz óxidos tóxicos de nitrogênio, e, se em contato com combustíveis, pode causar fogo.

## Usos
É usado como matéria prima para compostos de chumbo, fósforos de segurança, agente anticorrosivo e pigmentos para várias tintas.

## Propriedades físico-químicas
Sal inorgânico de cor branca semelhante ao sal de cozinha (NaCl) e solúvel em água. Reage com Iodeto de Potássio (KI) e forma um precipitado de cor amarela insolúvel de Iodeto de chumbo e uma solução aquosa solúvel de Nitrato de Potássio.

## Reações químicas
0,3g de nitrato de chumbo em solução aquosa misturado com 0,3g de NaI tambem em solução aquosa provoca uma reação onde a solução adquire uma cor alaranjada.
Outra reação bastante conhecida é a chamada "Gold rain" (chuva de ouro em português). Trata-se da reação entre nitrato de chumbo e iodeto de potássio que resulta na formação de um precipitado de iodeto de chumbo de cor amarelo brilhante semelhante a cor do ouro metálico, por isso que essa reação ganhou o nome de "chuva de ouro" apesar de não haver ouro na reação. A reação ocorre da seguinte forma: 0,5g de Nitrato de Chumbo dissolvido em solução aquosa é misturado a 0,5g de Iodeto de Potássio também em solução aquosa que, ao reagir, forma um precipitado amarelado de Iodeto de Chumbo insolúvel que lentamente desce e se concentra no fundo do recipiente ao mesmo tempo em que há também a formação de Nitrato de Potássio solúvel que pode ser separado do precipitado através do método de filtração com o uso de um funil de laboratório e de papel filtro poroso que permita a passagem apenas da solução de nitrato de potássio.

## Toxicidade
Ataca o sistema nervoso central, pode levar ao coma e, em maiores quantidades, à morte